# Atlantic City

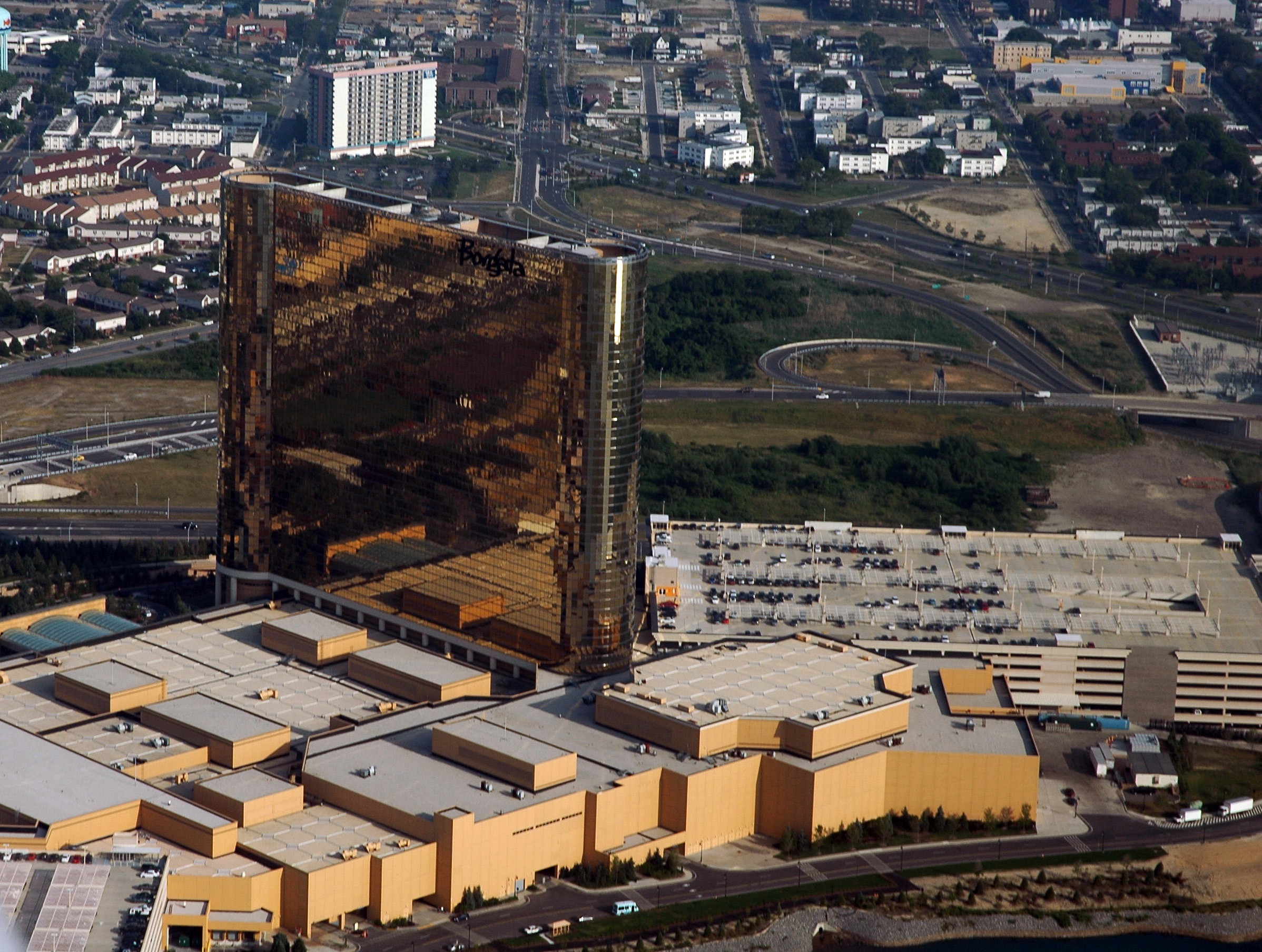
Borgata, nejvyšší hotel, casino a lázně v jediné budově Atlantic City

Atlantic City je město nacházející se v okrese Atlantic County ve státě New Jersey v USA. Svou proslulost si kromě pobřežního mola (boardwalku) z roku 1870 město získalo především legalizací hazardních her a gamblingu (od 1976). V roce 2000 zde žilo 40 517 obyvatel a přes 271 tisíc i s aglomeracemi. Město zabírá plochu téměř 45 km2 z čehož je 38,54 % podíl vody. V zimě zde nebývá mnoho sněhových srážek a v létě mořský vánek z oceánu udržuje počasí chladnější než ve vnitrozemí. Nejchladněji bývá v lednu a to průměrně od -5 °C do 5 °C a nejnižší naměřená teplota činí -23 °C. Nejtepleji bývá v červenci, teplota se pohybuje od 18 °C do 29 °C. Teplotní rekord je 41 °C.

## Obyvatelstvo
Průměrná hustota zalidnění města činí 687 ob./km2. Více než čtvrtinu obyvatel tvoří běloši, 44 % černoši, 0,5 % původní obyvatelé, 10 % asijští Američané, 14 % jiné rasy a 5 % míšenci. Téměř čtvrtina všech obyvatel jsou Hispánci. Čtvrtina obyvatel města je mladší 18 let a 14 % starší než 65 let. Průměrný příjem rodiny dělá 32 000 dolarů na rok, což je mírně nad americkým průměrem. Přesto je více než čtvrtina obyvatel města pod hranicí chudoby, z čehož je téměř 30 % mládež do 18 let a skoro 20 % lidí přes 65 let věku.

## Zajímavosti
Největší varhany světa jsou v Atlantic City v Boardwalk Hall: 7 manuálů, 1 pedál, 1255 rejstříků, 33 112 píšťal. Největší píšťala měří přes 16 metrů, nejtěžší váží 1 tunu. Některé píšťaly vydávají tóny pod subkontraoktávovou polohu s osmi kmity za sekundu. Hala byla projektovaná na 41 000 míst k sezení, v současné úpravě nabízí 14 770 míst pro koncertní využití a 10 500 míst pro sportovní využití.